# Deganwy
Deganwy è una piccola città della contea di Conwy, nel Galles settentrionale (Regno Unito).

## Geografia
Si trova a sud della città di Llandudno.

## Storia
Nel VI secolo il suo castello era la fortezza di Maelgwn ap Cadwallon, sovrano del regno di Gwynedd. Sembra che questa cittadina, a quel tempo, fungesse da capitale del regno, prima che questa venisse spostata ad Aberffraw nell'Anglesey. La collina dove sorge il castello fu fortificata molte volte nel corso dei secoli: fu il sito di un castello normanno costruito attorno al 1082 e fu occupata da Robert signore del Rhuddlan prima e da Llewellyn il Grande e Llewellyn ap Grufydd poi. Il maniero fu in seguito demolito da Edoardo I d'Inghilterra e ricostruito altrove, ma le sue rovine sono ancora visibili ancora oggi.